# Proșca, Buzău
Proșca este un sat în comuna Năeni din județul Buzău, Muntenia, România. Se află în zona dealurilor Istriței, în vestul județului.